# Château de Kérouzéré

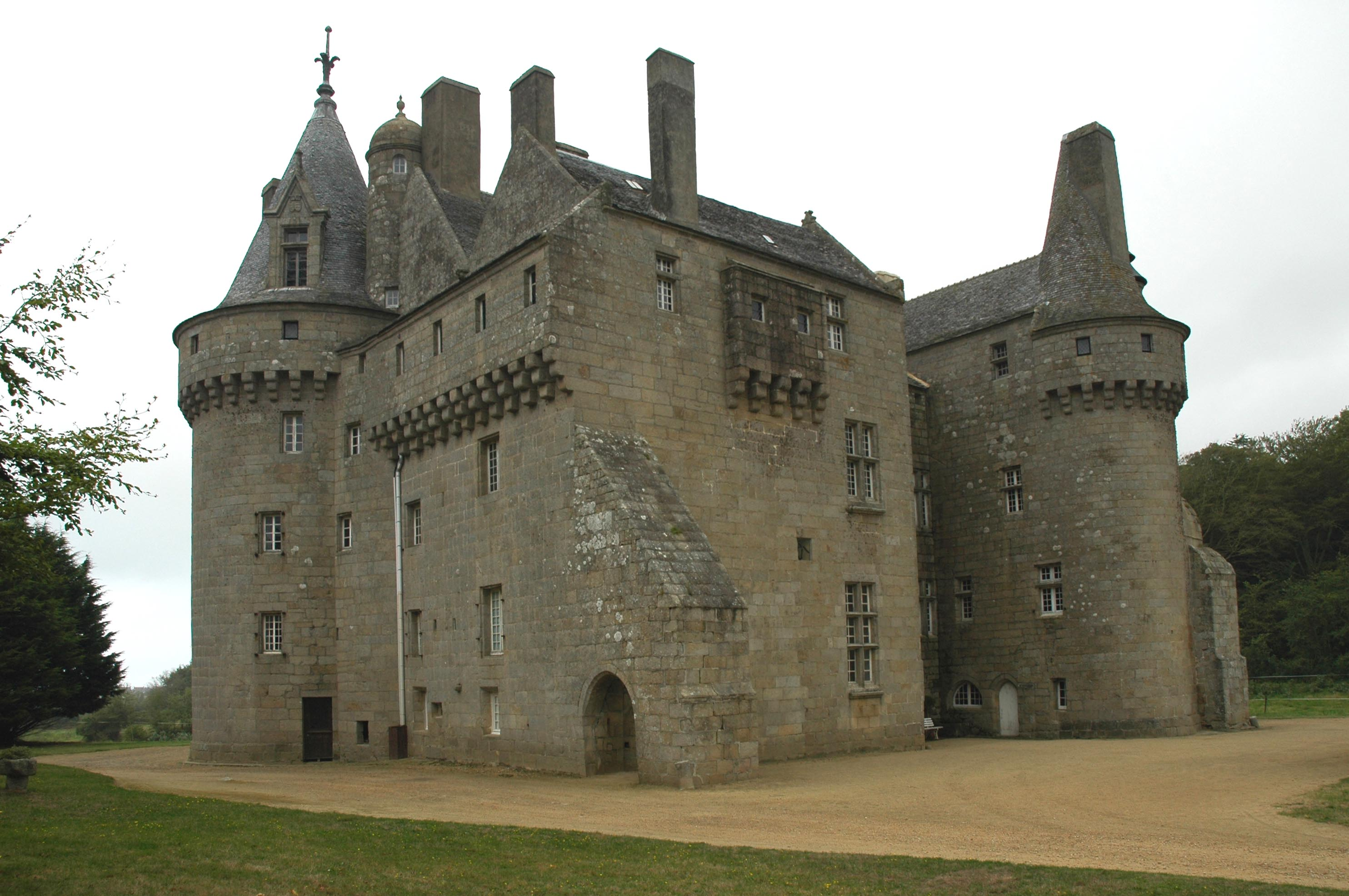
El castillo de Kérouzéré, en Sibiril en Finistère (Francia)

El Château de Kérouzéré es un castillo bretón del siglo XV (o casa señorial) en la comuna de Sibiril en el Departamento de Finistère de Francia.

## Historia
El castillo fue construido con granito en la primera mitad del siglo XV para Jean y Yves de Kérouzéré, senescal de Morlaix, y seguidores de los duques de Bretaña. Visible desde el mar, Kérouzéré estaba peligrosamente expuesto y era particularmente vulnerable a los ataques ingleses. Como tal, el duque le permitió erigir una sola torre de más de veinticuatro pies de ancho con almenas y zanjas. Esta construcción provocó una gran controversia con el vecino señor de Kermorvan. Por ello en 1466 el edificio aún estaba inconcluso y, en 1468, Francisco II debió otorgarle una segunda autorización para que pudiera ser terminado. La torre original es parte de la casa señorial ubicada al oeste de la entrada actual (la ventana de la capilla se encuentra justo sobre ella).

## Organización
Fue sitiado en 1590 durante las Guerras de religión francesas y gravemente dañado cuando la torre sureste fue destruida. Fue reconstruido hacia el año 1600. Se superponen cuatro salas: la sala inferior está a la derecha de la entrada y la sala superior, dispuesta en el techo, da acceso a la pasarela cubierta. La cocina, las salas comunes y las dependencias privadas, arriba, están orientadas hacia el oeste. Originalmente había cuatro torres en las esquinas; el foso, del que quedaron vestigios hasta el siglo pasado, ha sido rellenado. El interior de la casa señorial conserva algunas pinturas murales del siglo XVII. El techo de la torre noroeste fue restaurado a finales del siglo XIX.

## Registro histórico
Desde 1883 se encuentra incluido en la lista de monumentos históricos del Ministerio de Cultura de Francia.

## Visita
En la actualidad los visitantes pueden visitar la armería, la capilla, las escaleras, la recorrida de los muros y la torre de vigilancia que da al mar. También hay un palomar del siglo XV en los terrenos.